# Индекс телесне масе
Индекс телесне масе (енгл. body mass index, - BMI) је висинско-тежински показатељ ухрањености појединца и валидан је за све особе старије од 20 година. Рачуна се тако што се телесна маса особе у килограмима подели са квадратом висине у метрима:
{\displaystyle \mathrm {BMI} ={\frac {m}{h^{2}}}}
BMI приказује однос масе и висине тела, међутим не узима у обзир телесну грађу, па је његова употреба ограничена. Он не може илустровати проценат масног ткива у односу на мишићну или коштану масу – што су основни критеријуми за процену ухрањености. Појединци са великом телесном масом и високим BMI индексом не могу се аутоматски категоризовати као гојазни. На пример, код бодибилдера и крупно грађених људи, удео мишићне и коштане масе у односу на висину је велик, али то не значи да су они дебели. BMI се користи као добра медицинска и статистичка мера ухрањености.
Овакав начин поређења масе и висине, као антропометријских варијабли, разрадио је белгијски научник Адолф Кетле (енгл. Adolphe Quetelet) за потребе истраживања „социјалне физике“ средином 19. века – због чега се BMI често назива и Кведелетов индекс.
Индекс телесне масе се може одредити и употребом одговарајуће табеле у којој су приказане могуће комбинације одређујућих показатеља (маса и висина), или графиконом који приказује BMI као функцију масе и висине помоћу контуре линија или боја за различите BMI категорије, а могу се користити две различите мерне јединице. BMI је покушај да се одреди количина личне масе ткива (мишића, масти и костију), а онда мерена особа категорише као потхрањена, нормалне тежине  и гојазна (вишак килограма). Међутим, постоје и расправе о томе где на BMI скали треба ставити линије раздвајања између категорија. Пре, а и након овог индекса предложено је више начина процене оптималне тежине. Уобичајено је да разграничење поштује следеће критеријуме: потхрањеност: 18,5; нормална тежина: 18.5 до 25, претешки: 25 до 30, претилост (гојазност): преко 30.

## Историја и примена студија гојазности
Основу индекса ухрањености је поставио Адолф Кетле, од 1830. до 1850, а за то време је развио оно што је назвао „социјална физика”, Модерни појам индекса телесна масе за однос људске тјелесне тежине и висине на квадрат висине скован је у раду објављеном у издању Journal of Chronic Diseases (јул 1972) према Анцелу Кизу. У овом раду, Киз је тврдио да је оно што је он назвао BMI: ... „ако није у потпуности задовољавајуће, барем је тако добро као и било који други индекс релативне тежине као показатељ релативне гојазности”.
Интерес за индекс који мјери масно ткиво дошао је са повећањем гојазности у просперитетним западним друштвима. BMI који експлицитно наводи Киз одговарајући је за популацијске студије, а неприкладан за индивидуално вредновање. Ипак, због своје једноставности, нашироко се користи за прелиминарну дијагнозу. Додатни индикатори, као што је обим појаса, исто тако могу да буду корисни.
BMI се универзално изражава у kg/m², што резултира из масе у килограмима и висине у метрима. Ако се изражава у фунтама и инчима, потребна је конверзија путем фактора 703 /(2). Када се термин BMI користи неформално, јединице су обично изостављају.
{\displaystyle \mathrm {BMI} ={\frac {{\text{mass}}_{\text{kg}}}{{\text{height}}_{\text{m}}^{2}}}={\frac {{\text{mass}}_{\text{lb}}}{{\text{height}}_{\text{in}}^{2}}}\times 703}
Индекс телесне масе се креће од потхрањених до гојазних и обично се и код деце и одраслих употребљава за предвиђање здравствених ишода. BMI је особина под утицајем и генетичких и негенетичких фактора, а пружа парадигму за разумевање и процену фактора ризика за здравствене проблеме.
BMI пружа једноставну нумеричку меру особне дебљине или мршавост, омогућавајући здравственим радницима објективније сагледавање проблема тежине пацијената. BMI је дизајниран да се користи као једноставан начин класификације просека седентарне (физички неактивне) популације, са просечним саставом тела. За ове особе, препоруке тренутне вредности су како следи: BMI од 18,5 до 25 може указивати на оптималну тежину, BMI мањи од 18,5 сврстава особу у потхрањености, а број од 25 до 30 може указивати да особа има вишак килограма, а број од 30 навише значи да је особа гојазна.
Играчи у многим спортовима, као гимнастика, кошарка, фудбал, бејзбол и атлетика имају високу стопу односа мишића и масти и могу имати BMI који показује да су „погрешно” високи у односу на проценат масти у телу.

## Статистичка употреба
Овај индекс је првенствено статистичко оруђе, намењено проучавању друштвеног здравља, које омогућава истраживање и упоређивање медицинских података у којима су забележени висина и маса субјекта – како би се проценио ризик по здравље у односу на ухрањеност становништва.
Треба нагласити да се BMI користи само за процену дебљине – иако постоје и много сложеније и тачније методе за одређивање индекса гојазности. Како се висина и маса рутински бележе у свим културама и за време различитих медицинских прегледа, BMI је постао популарно оруђе здравствених статистичара – које омогућава јасну математичку корелацију између ухрањености и учесталости појављивања одређених болести, на најширем могућем узорку популације.

## у пракси
BMI се користи за дефиницију медицинског стандарда гојазности у многим земљама, још од средине 1980-их година, а овај начин процене се користи и у статистикама Светске здравствене организације.
Крајем 1990-их година, BMI је постао популаран међу широм публиком, кроз различите програме друштвеног здравља, које су углавном спонзорисале владе западних земаља – као подстицај ширењу свести о здравом начину живота, здравој исхрани и фитнесу.
BMI као статистичка мера је користан, јер омогућава процену промена у друштву кроз одређено време. Овај једноставан и лако израчунљив показатељ се може користити за процену утицаја привреде или политике на исхрану становништва.

## Клиничка употреба
Упркос ограничењима индекса BMI у клиничкој пракси, он се користи у многим јавним здравственим кампањама као приближно мерило идеалне телесне масе - јер га је лако израчунати код куће, уз употребу свеприсутних мерила: ваге и метра. За дијагностиковање гојазности постоје пуно боље методе и тачније справе, које су доступне здравственим радницима. На пример, „скинфолд“ тест, код кога се прецизно мери дебљина поткожних наслага сала ће дати прецизније и медицински корисније резултате. А за стварно прецизно одређивање гојазности, неопходни су и „скинфолд“ тест и мерење биоелектричног отпора, који прецизно мјери дебљину поткожног масног ткива (на пет антропометријски дефинисаних позиција), на основу чега се добијају поузданији и медицински прихватљивији резултати. За најпрецизније одређивање претилости које је у клиничкој пракси, неопходни су и „тест дебљине кожних набора” и мерење биоелектричног отпора.
У случајевима када је претилост/потхрањеност) очигледна, очекивања од BMI индекса су ограничена. Нека истраживања показују да мушкарци с BMI индексом који их означава као „благо гојазне” (25-27 за просечног мушкарца) у стварности живе дуже и здравије од просека. Грешке у проценама BMI могу имати и историјске корене, јер је класификација према BMI индексу развијена у доба када су глад и потхрањеност били пуно чешћи него гојазност. У тој ери, стварна индивидуална прикладност телесне масе у односу на висину, процењивана је на још непрецизнији начин: идеална тежина особе (у kg) је она колико је телесна висина (у cm) већа од 100 cm.

## класификација
Ухрањеност човека се може рангирати индексом од 15 (близу изгладнелости), па све до 40 и више (екстремна гојазност). Ова статистичка крива се често описује категоријама, ради лакшег разумевања: (тешка) неухрањеност, идеална маса, прекомерна маса, блага гојазност, тешка гојазност и BMIекстремна гојазност. Тачне вредности и категоризација варирају, но обично се сматра да BMI мањи од 18,5 означава мршавост и може указивати на неухрањеност, поремећај исхране или друге здравствене проблеме – док BMI већи од 25 индицира прекомерну масу, а изнад 30 гојазност. Овај распон категорија одговара одраслим особама изнад 20 година живота. За млађе од 20 година примењује се нешто другачија категоризација, с обзиром да деца имају другачије пропорције и другачије односе висине и масе.

## Препорученакатегоризација
| Индекс      | Класификација       |
| ----------- | ------------------- |
| <18,5       | Неухрањеност        |
| 18,5 - 24,9 | Идеална маса        |
| 25 - 29,9   | Прекомерна маса     |
| 30 - 34,9   | Блага гојазност     |
| 35 - 39,9   | Тешка гојазност     |
| >40         | Екстремна гојазност |

Ово је класификација према препорукама Светске здравствене организације и Међународног удружења за проучавање гојазности, међутим ове препоруке и категоризација се могу разликовати од државе до државе – зависно од типске грађе тела.

## Категорије
Честа употреба BMI је процена колико телесна тежина особе одступа од онога што је нормално или пожељно за дату висину особе. Вишак или мањак тежине може делом бити објашњен количином масти (масног ткива), иако други фактори, као што је мишићавост могу и значајно утицати на BMI (види дискусију доле и гојазност).
Према Светској здравственој организацији (WHO) мањи BMI од 18,5 се третира као потхрањеност, поремећај исхране или други здравствени проблеми, док се BMI једнак или већи од 25 сматра за вишак килограма, а особе са BMI изнад 30 се сматрају гојазним. Ове опсеге BMI вредности су важеће само као статистички категорије.
| Категорија                                    | BMI (kg/m2) | BMI (kg/m2) | Пример BMI | Пример BMI |
|                                               | Од          | До          | Од         | До         |
| Врло озбиљна потхрањеност                     |             | 15,0        | 0,60       |            |
| Озбиљна потхрањеност                          | 15          | 16          | 0,60       | 0,64       |
| Потхрањеност                                  | 16          | 18,5        | 0,64       | 0,74       |
| Нормална (здрава тежина)                      | 18,5        | 25          | 0,74       | 1,0        |
| Претежак                                      | 25          | 30          | 1.0        | 1.2        |
| Класа гојазности I (умјерена гојазност)       | 30          | 35          | 1,2        | 1,4        |
| Класа гојазности II (озбиљна гојазност)       | 35          | 40          | 1,4        | 1,6        |
| Класа гојазности III (врло озбиљна гојазност) | 40          |             | 1,6        |            |

## Остали показатељи телесне масе
Пре и после Кетелета, појавило се више формула које покушавају дефинирати однос између „нормалне” масе и потхрањености/гојазности. Неколико их, осим телесне масе и висине, укључује и неке друге (битне) антзропометријске варијабле.
| Индекс                                                       | Формула | Категоризација |
| Пинетова формула                                             | - k = h – (m+o); k – Општа конституција h – телесна висина (cm) m – телесна маса (kg) o – просечни обим груди (cm)                                             | - Јака: → 20; до 5 – Пикничка - Средња: 21–30 - Слаба: 31 →                                                                          |
| Пиркеов индекс                                               | - k= 3√10g/Si; g – телесна маса (kg) Si – седећа висина (cm)                                                                                                   | |
| Блимеров индекс (интегрише и стандардизује два претходна)    | - k = (k1 x k2)/40; (k1 – Пигнетов индекс (k2 – Пиркеов индекс                                                                                                 | |
| Брокинов индекс нормалне телесне масе                        | - g = α –100; g – телесна маса (kg) α – телесна висина (cm) | |
| Краузеов индекс груди                                        | - k = o2/m; o – обим груди (cm) m – телесна маса (kg) | |
| Гинтеров индекс облика тела                                  | - k = b/o x rp/100a; b – обим груди (cm) o – горња висина (cm) r – дужина трупа (cm) (distantia jugulopubica) a – телесна висина (cm)                          | - Хиперстеносомија: → 88,0 - Стеносомија: 88,1– 96,0 - Мезосомија: 96,1–104,0 - Плетосомија: 104,1–112,0 - Хиперплетосомија: 112,1 → |
| Ленхофов индекс                                              | - k = (djp x 100)/cfa; djp – distantia jugulopubica (cm) cfa – circumferentia abdominalis (cm)                                                                 | - Астенија: → 75 |
| Пендеов индекс                                               | - k = h/o; h – телесна висина (cm) o – обим груди (cm) | - Нормално: од 20–25 година: - Мушкарци: 1,91 → веће вредности: longitip - Жене: ←1,95 – 1,89 мање вредности: brevitip:              |
| Пендеов коефицијент телесне масе                             | - k = h/m; m – телесна маса (kg) h – телесна висина (cm) | - Нормалан распон – - Мушкарци: 2,66–2,56 Жене: 2,89–2,76; - У односу на "норму" (медиосомија): - Хипосомија – хиперсомија           |
| Кетлеов индекс ухрањености, Девенпорт – Каупова модификација | - k = m/h; m – телесна маса (kg) h – телесна висина (cm) | - Мршави: → 2,14 - Средње ухрањени: 2,15–2,56 - [ [Гојазност\|Гојазни]]: 2,57 →                                                      |
| Рореров индекс (ухрањености)                                 | - k = 100 m/h3; m – телесна маса (g) h – телесна висина (cm)                                                                                                   | - Мршави: → 1,1 - Нормални: 1,2–1,5 - Гојазни: 1,6 →                                                                                 |
| Рифијеов индекс                                              | - R = P – E; P = ct – ca; E = (h – 100) – m; ct – обим груди при удисају (cm) ca – обим трбуха при издисају (cm) h – телесна висина (cm) m – телесна маса (kg) | - Осредње: → 9 - Добро: 10–15 - Врло добро: 16–20 - Изузетно: 21 →                                                                   |
| Деменијев коефицијент                                        | - D = vc/m; vc – витални капацитет (cm3) m – телесна маса (kg)                                                                                                 | - Осредње: → 4 - Добро: 5–7 - Одлично: 8 →                                                                                           |
| Лоренцов спироиндекс (ухрањености)                           | - k = vc/h; vc – витални капацитет (cm3) h – телесна висина (cm)                                                                                               | |

## Релација са здрављем
Једна студија коју је објавио часопис Америчке Медицинске асоцијације (JAMA) из 2005. године је показала да су људи прекомерне тежине имали стопу смртности сличну онима нормалне тежине према BMI дефиницији, док су неухрањени и гојазни људи имали већу стопу смртности.
Студија коју је The Lancet објавио 2009. године, а која је укључивала 900.000 одраслих особа које су биле прекомерне и недовољне тежине, установила је да су они имали стопу смртности већу од оне код нормалних људи у смислу BMI скале. Откривено је да је оптимални BMI у опсегу од 22.5-25. Просечан BMI спортиста је 22,4 за жене и 23,6 за мушкарце.
Висок BMI је повезан са дијабетесом типа 2 само код људи са високим гама-глутамилним транспептидама у серуму.
У анализи 40 студија које укључују 250.000 људи, пацијенти са болешћу коронарне артерије са нормалним BMI-ом имали су већи ризик од смрти од кардиоваскуларних болести него људи чији је BMI почивао у опсегу прекомерне тежине (BMI 25-29,9).
Једна студија је утврдила да BMI има добру општу корелацију са процентом телесне масти, и напомиње да је гојазност премашила пушење као узрок смрти на свету. Али она такође примећује да је у студији 50% мушкараца и 62% жена имало прекомерну тежину у погледу телесне масноће, док је само 21% мушкараца и 31% жена било гојазно према BMI, што значи да је BMI критеријум потценио број гојазних испитаника.
Студија из 2010. године која је обухватила 11.000 учесника током периода током осам година закључила је да BMI није најприкладнија мера за ризик од срчаног удара, можданог удара или смрти. Откривено је да је боља мера однос струка и висине. Студија из 2011. године, која је анализирала 60.000 учесника током 13 година открила да је однос струка и кука бољи предиктор смртности услед исхемијских болести срца.

## Напомена
1. ↑  e.g., the Body Mass Index Table Архивирано 2010-03-10 на сајту  from the National Institutes of Health's NHLBI.